# Eugene Galeković
Eugen-Josip "Eugene" Galeković (Melbourne, 12 juni 1981) is een Australisch voormalig voetballer van Kroatische afkomst die speelde als doelman. Tussen 2000 en 2019 was hij actief voor Gippsland Falcons, South Melbourne, Beira-Mar, Melbourne Victory, Adelaide United en Melbourne City. Galeković maakte in 2009 zijn debuut in het Australisch voetbalelftal en kwam uiteindelijk tot acht interlands.

## Clubcarrière
In de jeugd keepte Galeković bij Chelsea Hajduk. Zijn professionele carrière begon hij in december 2000 als negentienjarige bij Gippsland Falcons, alvorens in het daaropvolgende seizoen te tekenen bij South Melbourne. Hij speelde daar tot en met het seizoen 2003/04, waarna hij vertrok naar Beira-Mar in Portugal. Hij kreeg weinig speeltijd in Europa en hij keerde terug naar Melbourne om daar voor Melbourne Victory te gaan spelen. Hij debuteerde in de openingswedstrijd van het seizoen tegen Sydney FC. Hij speelde elf wedstrijden, doordat coach Ernie Merrick een roulatiesysteem tussen de doelmannen in de selectie had opgezet. Hij werd het seizoen erna tweede doelman, maar door een blessure van concurrent Michael Theoklitos werd hij weer basisspeler. Op 30 oktober tekende Galeković voor de rivalen van Victory, namelijk Adelaide United. Hij verving de geblesseerde doelman Daniel Bertrame. Tegen Queensland Roar speelde hij zijn eerste wedstrijd. In februari 2010 werd Galeković verkozen tot speler van het jaar bij Adelaide United. Tijdens het seizoen 2011/12 gaf aanvoerder Jonathan McKain zijn band door aan Galeković. In de zomer van 2017 maakte de doelman de overstap naar Melbourne City. In de zomer van 2019 zette de doelman op achtendertigjarige leeftijd een punt achter zijn actieve loopbaan.

## Clubstatistieken
| Seizoen | Club              | Competitie   | Competitie | Competitie | Beker | Beker | Internationaal | Internationaal | Totaal | Totaal |
| Seizoen | Club              | Competitie   | Wed.       | Dlp.       | Wed.  | Dlp.  | Wed.           | Dlp.           | Wed.   | Dlp.   |
| ------- | ----------------- | ------------ | ---------- | ---------- | ----- | ----- | -------------- | -------------- | ------ | ------ |
| 2001/02 | South Melbourne   | NSL          | 0          | 0          | 0     | 0     | —              | —              | 0      | 0      |
| 2002/03 | South Melbourne   | NSL          | 15         | 0          | 0     | 0     | —              | —              | 15     | 0      |
| 2003/04 | South Melbourne   | NSL          | 19         | 0          | 0     | 0     | —              | —              | 19     | 0      |
| 2004/05 | Beira-Mar         | Segunda Liga | 2          | 0          | 0     | 0     | —              | —              | 2      | 0      |
| 2005/06 | Melbourne Victory | A-League     | 11         | 0          | 2     | 0     | —              | —              | 13     | 0      |
| 2006/07 | Melbourne Victory | A-League     | 4          | 0          | 4     | 0     | —              | —              | 8      | 0      |
| 2007/08 | Adelaide United   | A-League     | 11         | 0          | 0     | 0     | 0              | 0              | 11     | 0      |
| 2008/09 | Adelaide United   | A-League     | 22         | 0          | 3     | 0     | 14             | 0              | 39     | 0      |
| 2009/10 | Adelaide United   | A-League     | 27         | 0          | 0     | 0     | 7              | 0              | 34     | 0      |
| 2010/11 | Adelaide United   | A-League     | 29         | 0          | 0     | 0     | 0              | 0              | 29     | 0      |
| 2011/12 | Adelaide United   | A-League     | 25         | 0          | 0     | 0     | 9              | 0              | 34     | 0      |
| 2012/13 | Adelaide United   | A-League     | 13         | 0          | 0     | 0     | —              | —              | 13     | 0      |
| 2013/14 | Adelaide United   | A-League     | 28         | 0          | 0     | 0     | —              | —              | 28     | 0      |
| 2014/15 | Adelaide United   | A-League     | 26         | 0          | 3     | 0     | —              | —              | 29     | 0      |
| 2015/16 | Adelaide United   | A-League     | 22         | 0          | 2     | 0     | 1              | 0              | 25     | 0      |
| 2016/17 | Adelaide United   | A-League     | 23         | 0          | 0     | 0     | 5              | 0              | 28     | 0      |
| 2017/18 | Melbourne City    | A-League     | 8          | 0          | 1     | 0     | —              | —              | 9      | 0      |
| 2018/19 | Melbourne City    | A-League     | 27         | 0          | 3     | 0     | —              | —              | 30     | 0      |
| Totaal  | Totaal            | Totaal       | 338        | 0          | 20    | 0     | 37             | 0              | 395    | 0      |

## Interlandcarrière
Samen met zijn teamgenoten Scott Jamieson en Paul Reid werd Galeković begin 2009 voor het eerst opgeroepen voor de nationale A-ploeg Australië, nadat hij dat land in 2004 al had vertegenwoordigd bij de Olympische Spelen in Athene. Op 28 januari 2009 maakte hij zijn debuut tegen Indonesië. Toen Brad Jones zich terugtrok uit de selectie voor het Wereldkampioenschap voetbal 2010 werd Galeković als derde doelman meegenomen naar Zuid-Afrika. Aldaar kreeg hij geen speelminuten. Op basis van zijn afkomst kwam Galeković ook in aanmerking voor het Kroatisch voetbalelftal.
| Interlands van Eugene Galeković voor Australië | Interlands van Eugene Galeković voor Australië | Interlands van Eugene Galeković voor Australië | Interlands van Eugene Galeković voor Australië | Interlands van Eugene Galeković voor Australië | Interlands van Eugene Galeković voor Australië | Interlands van Eugene Galeković voor Australië |
| №                                              | Datum                                          | Wedstrijd                                      | Uitslag                                        | Competitie                                     | Goals                                          |                                                |
| Als speler bij Adelaide United                 | Als speler bij Adelaide United                 | Als speler bij Adelaide United                 | Als speler bij Adelaide United                 | Als speler bij Adelaide United                 | Als speler bij Adelaide United                 | Als speler bij Adelaide United                 |
| ---------------------------------------------- | ---------------------------------------------- | ---------------------------------------------- | ---------------------------------------------- | ---------------------------------------------- | ---------------------------------------------- | ---------------------------------------------- |
| 1                                              | 28 januari 2009                                | Indonesië – Australië                          | 0 – 0                                          | AK 2011 kwalificatie                           |                                                |                                                |
| 2                                              | 5 maart 2009                                   | Australië – Koeweit                            | 0 – 1                                          | AK 2011 kwalificatie                           |                                                |                                                |
| 3                                              | 6 januari 2010                                 | Koeweit – Australië                            | 2 – 2                                          | AK 2011 kwalificatie                           |                                                |                                                |
| 4                                              | 3 maart 2010                                   | Australië – Indonesië                          | 1 – 0                                          | AK 2011 kwalificatie                           |                                                |                                                |
| 5                                              | 3 december 2012                                | Honduras – Australië                           | 0 – 1                                          | Vriendschappelijk                              |                                                |                                                |
| 6                                              | 7 december 2012                                | Guam – Australië                               | 0 – 9                                          | Vriendschappelijk                              |                                                |                                                |
| 7                                              | 20 juli 2013                                   | Zuid-Korea – Australië                         | 0 – 0                                          | Vriendschappelijk                              |                                                |                                                |
| 8                                              | 25 juli 2013                                   | Japan – Australië                              | 3 – 2                                          | Vriendschappelijk                              |                                                |                                                |

## Erelijst
| Competitie              |           |           |           |           |
| Competitie              | Aantal    | Jaren     |           |           |
| Australië               | Australië | Australië | Australië | Australië |
| ----------------------- | --------- | --------- | --------- | --------- |
| Aziatisch kampioenschap | 1         | 2015      |           |           |
| Melbourne Victory       |           |           |           |           |
| A-League                | 1         | 2006/07   |           |           |
| Adelaide United         |           |           |           |           |
| A-League                | 1         | 2015/16   |           |           |